# Маркус Коко
Маркус Реджис Коко (фр. Marcus Regis Coco, нар. 24 червня 1996, Лез-Абім, Гваделупа) — гваделупський футболіст, опорний півзахисник французького клубу «Нант» та національної збірної Гваделупи.

## Ігрова кар'єра

### Клубна
Маркус Коко народився на Гваделупі. Там і почав займатися футболом. Згодом він перебрався до Франції, де продовжив навчання, граючи за команди нижчих дивізіонів. У 2013 році він приєднався до клубу «Генгам», де починав з молодіжної команди. 1 лютого 2015 року Коко зіграв перший матч в основі клубу. На міжнародній арені у єврокубках Маркус був у заявці «Генгама» на матч Ліги Європи але на поле тоді так і не вийшов.
Влітку 2019 року контракт футболіста за 3 млн євро викупив клуб Ліги 1 «Нант». Разом з клубом у 2022 році Коко виграв Кубок Франції та взяв участь у груповому раунді Ліги Європи.

### Збірна
У молодіжній збірній Франції Маркус Коко зіграв 17 матчів де відзначився одним забитим голом.
12 жовтня 2023 року у матчі Ліги націй КОНКАКАФ Маркус Коко дебютував у складі національної збірної Гваделупи.

## Титули і досягнення
Нант
 Переможець Кубка Франції: 2021/22